# Power Architecture

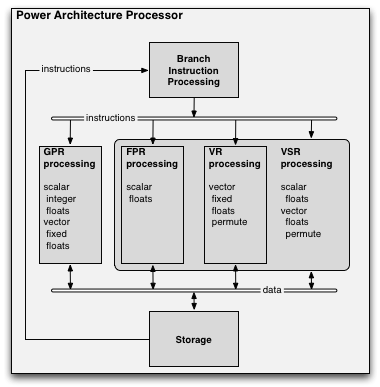
Power Architectureの概要図

Power ISAの系統図

Power Architecture（パワーアーキテクチャ）は、IBMなどによるRISCマイクロプロセッサ（CPU）用のアーキテクチャ名である。
当初は32ビットであったが、後に64ビット化された。Power Architectureの普及団体はPower.orgで40を超える企業や組織が参加している。Power Architectureをベースにしたプロセッサには、POWER、PowerPC、PowerQUICC、Cellなどがある。
「Power Architecture」は、IBMの以前の世代の用語である「POWER architectures」とは異なる。「POWER architectures」は、IBMのPOWER、PowerPC、Cellなどの全製品の各アーキテクチャを幅広く含んだ、過去の用語である。「Power Architecture」は、プロセッサーアーキテクチャ、ソフトウェア、ツールチェーン、コミュニティ、エンドユーザー用アプライアンスなどを含んだファミリーネーム（総称）であり、製品や技術の仕様を記述した厳密な用語ではない。

## 用語
混同し易い用語を以下に簡単に記載する。
| 用語               | 説明 |
| ------------------ | --- |
| POWER              | Performance Optimization With Enhanced RISCの略。IBMにより設計されたマイクロプロセッサのアーキテクチャ。 |
| PowerPC            | Power Performance Computingの略。POWERから派生した32/64ビットの命令セットを持つ、シングルチップのマイクロプロセッサで、いくつかの新しい要素を含む。AIM連合と呼ばれるApple・IBM・モトローラにより設計された。 |
| PowerPC-AS         | PowerPC-Advanced Seriesの略。コードネームは「Amazon」。PowerPCの純粋な64ビットの派生で、POWER2仕様のいくつかの要素を含む。IBMのRS64ファミリープロセッサとして使用された。                                    |
| POWERn             | 「n」には自然数が入る。IBMが製造するハイエンドのマイクロプロセッサのシリーズで、POWER、PowerPC、PowerPC-ASなどの命令セットとは異なった組み合わせが使われている。                                             |
| Cell               | Cell Broadband Engine Architecture（CBEA）の略。IBM、ソニー、東芝が設計したPower Architectureベースのマイクロプロセッサである。                                                                              |
| Power Architecture | POWER、PowerPC、Cellなどや、ソフトウェア、ツールチェーン、エンドユーザー機器などを指す幅広い用語。当記事で説明する。                                                                                         |
| Power ISA          | 最新のPOWERおよびPowerPCの命令セットを結合した、新しい命令セット。IBMとフリースケールにより設計された。 |

## 歴史
RISC的なコンピュータは古くからあるが、一般にはパターソンのバークレーRISC（en:Berkeley RISC）とヘネシーのMIPS（R2000）からRISCの歴史は始まるものとされる。しかし、それに先行するIBMの801が、彼らに大きな影響を与えている。IBMは801からの派生であるROMPを完成させ、IBM RT-PCに使った。そして、RS/6000のCPUに向けて開発されたのが、Power Architectureであり、最初のPOWERであるPOWER1である。POWER1のシングルチップ向け機能削減版がRISC Single Chip（RSC）である。
1992年にはApple・IBM・モトローラが「AIM連合」を形成し、POWERプロセッサの幅広い市場向けバージョンを開発した。その結果はPOWERアーキテクチャの修正されたバージョンである、PowerPCアーキテクチャとなった。PowerPCの最初の実装は1993年のPowerPC 601で、RSCをベースとし、アップルのPower MacintoshやIBMのRS/6000システムで使用された。
IBMはPOWERアーキテクチャをRS/6000システム用に拡張し、1993年には8チップのPOWER2プロセッサが、更に1996年にはシングルチップバージョンの "POWER2 Super Chip"（P2SC）が登場した。
1990年代の初期にIBMはCISCベースのAS/400コンピュータの、RISCアーキテクチャへの移行を検討した。この新アーキテクチャ開発はコードネーム "Amazon" と呼ばれ、PowerPC-ASが生まれた（このプロジェクトで働くエンジニアの中では "Advanced Series" または "Amazon Series" とも呼ばれた）。PowerPC-ASは、RSCベースのマルチプロセッサのサーバープラットフォームとなった。IBMリサーチ研究所での開発は続けられ、64プロセッサ内部接続のサポートのためのRSCの拡張や、POWER2機能に対するAS/400やRS/6000機能の追加などが行われた。開発は終了して64ビットのA10およびA30プロセッサとなり1995年に発表され、1997年にはRS64系列となりAS/400およびRS/6000で使用された。
平行してAIM連合は1995年から1997年にかけてPowerPCの開発を進め、以下の第2世代PowerPCプロセッサをリリースした。
- PowerPC 602 - セットトップボックスやゲーム機用
- PowerPC 603 - 組み込み市場や携帯コンピュータ用
- PowerPC 604 - ワークステーション用
- PowerPC 620 - サーバー用の64ビットの高性能プロセッサ

602と620は広く普及しなかったが、603と604およびその後継は、それぞれの市場で非常に普及した。モトローラとIBMはまた、組み込み用の実装で使われたPowerPC拡張の "Book E" を作成した  。この実装にはモトローラのPowerQUICCプロセッサや、IBMのPowerPC 400ファミリーがある。
AIM連合の最後の努力は第3世代PowerPC（G3）で、1997年のPowerPC 750である。その後はモトローラとIBMはPowerPCアーキテクチャの開発で別の道に分かれた。このG3プロセッサは、コンピュータと組み込みの両方の市場で広く使われ、IBMはその後の数年、750 ファミリーの進化を続行した。しかしモトローラはPowerPCのSoC とPowerPC 7400で組み込み市場にフォーカスし、それを第4世代PowerPC（G4）と呼んだ。このプロセッサはAltiVecとSIMDユニットを取り入れた。この "PowerPC G4" は1999年に登場し、AppleのMacintoshや、通信市場の色々な企業に使用された。
1998年に登場したPOWER3は、PowerPCとPOWER2のアーキテクチャを統合したが、IBMのRS/6000サーバーでしか使われなかった。
2000年にはPowerPC-ASアーキテクチャの最後の実装であるRS64-IVが登場し、AS/400とRS/6000で使用された。（これらのサーバーは、その後 eServer iSeries と eServer pSeries と改名され、更に Power Systemsに統合された。）IBMはまた、任天堂のゲーム機であるニンテンドー ゲームキューブ用に、PowerPC 750CXeベースのGekkoを提供した。またIBMは実験的な64ビットPowerPCプロセッサであるRivinaを開発し、1GHzを超える最初のマイクロプロセッサとなった。
2001年にIBMは、PowerPC-ASとPOWER3を統合し置き換えるPOWER4を発表した。
2002年にアップルは新しいハイエンドのPowerPCを強く要望し、IBMに64ビットのPowerPC 970を開発させた。アップルはこれを第5世代PowerPC（G5）と呼んだ。PowerPC 970はPOWER4から派生し、いくつかのサーバー用機能が外されたが、AltiVecと互換性のあるIBM独自のVMX拡張命令ユニット持っていた。PowerPC 970とその後継は、アップルやIBMやいくつかのハイエンドの組み込みアプリケーションで使われた。
2003年にはTundraがモトローラから、マイクロコントローラのPowerPC 100ファミリーを買収した。また2003年には、CulturecomがIBMから、V-Dragon プロセッサに関するPowerPCテクノロジーのライセンスを取得した。2004年にはモトローラが半導体部門を、新会社であるフリースケール・セミコンダクタに分離した。
2004年にIBMから発表されたPOWER5は、POWER4の進化版であった。2005年には改良版のPOWER5+が登場し、PowerPC仕様書はv.2.01に更新され、更に v.2.02 に更新された。また2004年には、AMCCがIBMから、PowerPC 400ファミリーに関する知的財産権のライセンスとスタッフを取得した。モトローラはフリースケールとなったが、PowerPCファミリーのe200、e300、e500、e600、そして将来の64ビットのe700を発表した。同年には、IBMと15の他の会社により、Powerアーキテクチャに関する製品開発を推進する使命を持った組織である、Power.orgが設立された。その目的はPowerアーキテクチャテクノロジーの開発、実現、および推進である。
2005年には、IBM、ソニー、東芝の共同開発4年目にてCellプロセッサの仕様書がリリースされた。この第一の用途はPlayStation 3である。Cellは1つの64ビットのPowerアーキテクチャコアと、SPEsと呼ばれる8つの独立したSIMDを持つ。IBMはまた、マイクロソフトのXbox 360用に3コアの64ビットプロセッサであるXenon-processorを提供した。任天堂も前世代に引き続き32ビットのPowerPCベースとなるBroadwayプロセッサをWiiに採用したため、奇しくも第7世代のゲーム機の3つ全てがIBMのPowerアーキテクチャプロセッサを採用することになった。なお、PlayStationシリーズおよびXboxシリーズは次の第8世代、任天堂も第9世代には他アーキテクチャへ移行しており、現代ではPowerアーキテクチャを採用したゲーム機は存在しない。
2007年3月にIBMは、ハイエンドのマイクロプロセッサで5.0GHzまでスピードアップでき、POWER5より倍の性能を持つPOWER6を発表した。POWER6はPOWERシリーズにVMX(Vector Multimedia Extension)拡張命令ユニットと、DFU（10進数演算をサポートするFPU）を追加した。
2010年2月8日に POWER7 を発表。 Vector Scalar Extension (VSX)拡張命令ユニット追加、プロセスルール45nm。
2012年10月に POWER7+ を発表。プロセスルール32nm。
2014年4月に POWER8 を発表。プロセスルール22nm。
2017年12月にPOWER9を発表。プロセスルール14nm。FinFET SOI
2019年8月にPOWER9 Advanced I/Oを発表。
2022年2月にPOWER10を発表。プロセスルール7nm。

## 実装例

### プロセッサ
- IBM
  - POWER、PowerPC
- ソニー、SCE、IBM、東芝
  - Cell Broadband Engine
- Freescale 
  - PowerQUICC、QorIQ
- Xilinx
  - Virtex FPGA
- Culturecom
  - V-Dragon
- クレイ
  - SeaStar、SeaStar2、SeaStar+ 通信プロセッサ（スーパーコンピュータのCray XT3、XT4、XT5で使用）

### システム
- スーパーコンピュータ
  - IBM ディープ・ブルー、Blue Gene、Summit、Sierra
  - QPACE（量子色力学演算用、PowerXCell 8iプロセッサベース）
- メインフレーム
  - 日立 AP7000（OSはVOS1/LS、VOSK/LS）
- サーバー
  - IBM System p、System i、Power Systems
  - MercuryのCell BE、PowerPCベースのコンピュータ
  - ソニー ZEGO
  - Google Zaius[12]
- パーソナルコンピュータ
  - Apple Power Macintosh、Power Mac、インテル以前のiMac・iBook・PowerBook
  - Genesi Pegasos、Open Desktop Workstation、EFIKA（PowerPCベース）
- ゲーム機
  - ピピンアットマーク（ハードウェアとOSの設計はアップル）
  - 任天堂 ゲームキューブ、Wii、Wii U
  - マイクロソフト Xbox 360
  - ソニー・コンピュータエンタテインメント PlayStation 3
- その他
  - ACube Systems Sam440ep（マザーボード）
  - TiVoシリーズ 1 DVR
  - BAEシステムズ RAD6000、RAD750（宇宙機器）
  - シスコシステムズのルーター
  - その他、多数の会社によるプリンタ、自動車、航空機、宇宙機器、医療画像、通信機器、セットトップボックスなど

### オペレーティングシステム
Power Architecture版が現在存在する、あるいは過去に存在したオペレーティングシステムには以下がある。
- Linux
  - Yellow Dog Linux
  - MkLinux[13]
- NetBSD、OpenBSD、FreeBSD、OpenDarwin
- Classic Mac OS[14], Mac OS X
- OS/2[14]、AIX、i5/OS
- Solaris[13]、OpenSolaris
- Windows NT[13]
- Plan 9
- BeOS[14]
- OS-9
- eCos
- INTEGRITY
- uC/OS-II
- VxWorks
- QNX
- LynxOS
- OSE
- MorphOS
- AmigaOS 4